# Мојзелбах-Шварцмиле
Мојзелбах-Шварцмиле (њем. Meuselbach-Schwarzmühle) општина је у њемачкој савезној држави Тирингија. Једно је од 39 општинских средишта округа Залфелд-Рудолштат. Према процјени из 2010. у општини је живјело 1.301 становника. Посједује регионалну шифру (AGS) 16073056.

## Географски и демографски подаци
Мојзелбах-Шварцмиле се налази у савезној држави Тирингија у округу Залфелд-Рудолштат. Општина се налази на надморској висини од 560 метара. Површина општине износи 7,5 km². У самом мјесту је, према процјени из 2010. године, живјело 1.301 становника. Просјечна густина становништва износи 173 становника/km².